# Клемент Атли
Клемент Ричард Атли (енгл. Clement Richard Attlee; Путни, 3. јануар 1883 — Лондон, 8. октобар 1967), први гроф од Атлија, је био британски политичар и премијер.
Све до избора у Парламент 1922. године живео је у скромној кућици у Ист Енду, сиромашном делу Лондона. Био је члан лабуристичких влада 1924. и 1930–31. Током рата у периоду 1942–45. био је заменик премијера у коалиционој влади Винстона Черчила. Атли се показао као лојалан савезник Черчилу све време рата, искрено га подржавајући у политици коју је водио.
На изборима одржаним непосредно по завршетку Другог светског рата његова лабуристичка странка је победила а он је изабран за премијера Уједињеног Краљевства. На месту премијера био је од 27. јула 1945. до 26. октобра 1951, као први лабуристички премијер који је на овој функцији провео цео мандат и први лабуристички премијер који је имао већину у Парламенту.
Влада коју је предводио спровела је низ реформи у циљу остварења лабуристичког програма о држави благостања (welfare state): национализовала је Енглеску банку, руднике и челичане, железницу и унутрашњи транспорт, увела је социјално законодавство, опште здравствено и социјално осигурање, и извршила и друге реформе. Ове реформе су почивале на консензусу најважнијих политичких снага у држави, тако да нису мењане све до доласка на власт Маргарет Тачер.
У послератном периоду, његов кабинет је био посвећен реализацији Маршаловог плана. У политици према Совјетском Савезу у почетку је показивао знаке добре воље, али након што је Стаљин завладао источном Европом, био је један од оних који су снажно подржали формирање НАТО.
Током његове владе окончана је британска колонијална управа над Индијом (рачунајући и садашњи Пакистан, Бангладеш, Мјанмар и Шри Ланку) и Палестином.
После избора 1951. године на којима су победили конзервативци, повукао се из политике. Изборе је изгубио иако је његова партија освојила више гласова него на изборима 1945. године и више гласова на нивоу целе државе него победничка конзервативна партија. На месту премијера наследио га је Винстон Черчил.
Писац је неколико књига: "Сврха и политика", "Лабуристичка странка у перспективи", "Како се то догодило" (аутобиографија), "Из Царства у Комонвелт" и друге.

## Младост и образовање
Атли је рођен 3. јануара 1883. године у Патни, Сари (сад део Лондона), у породици више средње класе, као седмо од осморо деце. Његов отац је био Хенри Атли (1841–1908), адвокат, а мајка Елен Брејвери Вотсон (1847–1920), кћи Томаса Сајмонса Ватсона, секретара Уметничке уније Лондона. Његови родитељи су били „предани англиканци“ који су читали молитве и псалме сваког јутра пре доручка.
Атли је одрастао у двоспратној вили са великом баштом и тениским тереном, у којој су радиле три слуге и вртлар. Његов отац, политички либерал, наследио је породични посед у млинарству и пиварству, и постао је старији партнер у адвокатској фирми Друсес, такође служећи мандат председника Правног друштва Енглеске и Велса. Године 1898, он је купио имање од 200-acre (81 ha) у Торпе-ле-Сокену, Есекс. У деветој години Атли је послат у интернат Норта Плејс, дечачку припремну школу у Хартфордширу. Године 1896, он је следио своју браћу у Хејлибери и империјално услужном колеџу, где је био осредњи студент. На њега су утицали дарвинистички ставови управника колеџа Фредерика Веба Хедлија, а 1899. године он је објавио у школском часопису напад на штрајкујуће лондонске таксисте, предвиђајући да ће ускоро морати да „моле за своје тарифе“.
Године 1901, Атли се уписао на Универзитетски колеџ, Оксфорд, на смер модерне историје. Он и његов брат Том „су добили великодушну стипендију од оца и прихватили су универзитетски животни стил - веслање, читање и дружење“. Његов тутор га је касније описао као „стаситог, марљивог, поузданог човека без бриљантности стила ... али са одличном звучном проценом“. На универзитету га је мало занимала политика или економија, касније је своје ставове описивао као „добри стари империјалистички конзервативац”. Он је дипломирао 1904. године са другоразредним почастима.
Атли се тада школовао за адвоката у Унутрашњем храму и стекао је професионално звање у марту 1906. Једно време је радио у адвокатури свог оца Друсес и Атле, али није уживао у послу и није имао посебну амбицију да оствари успех у правној професији. Он је такође је играо фудбал за клуб ван лиге Флит.
Атлијев отац је умро 1908. године, остављајући заоставштину процењену на £75.394 фунти (што је еквивалентно £7,099,192 у 2018).

## Публикације
- The Social Worker (1920);
- Metropolitan Borough Councils Their Constitution, Powers and Duties – Fabian Tract No 190 (1920)
- The Town Councillor (1925);
- The Will and the Way to Socialism (1935);
- The Labour Party in Perspective (1937);
- Collective Security Under the United Nations (1958);
- Empire into Commonwealth (1961).